# Kirche Dellwig

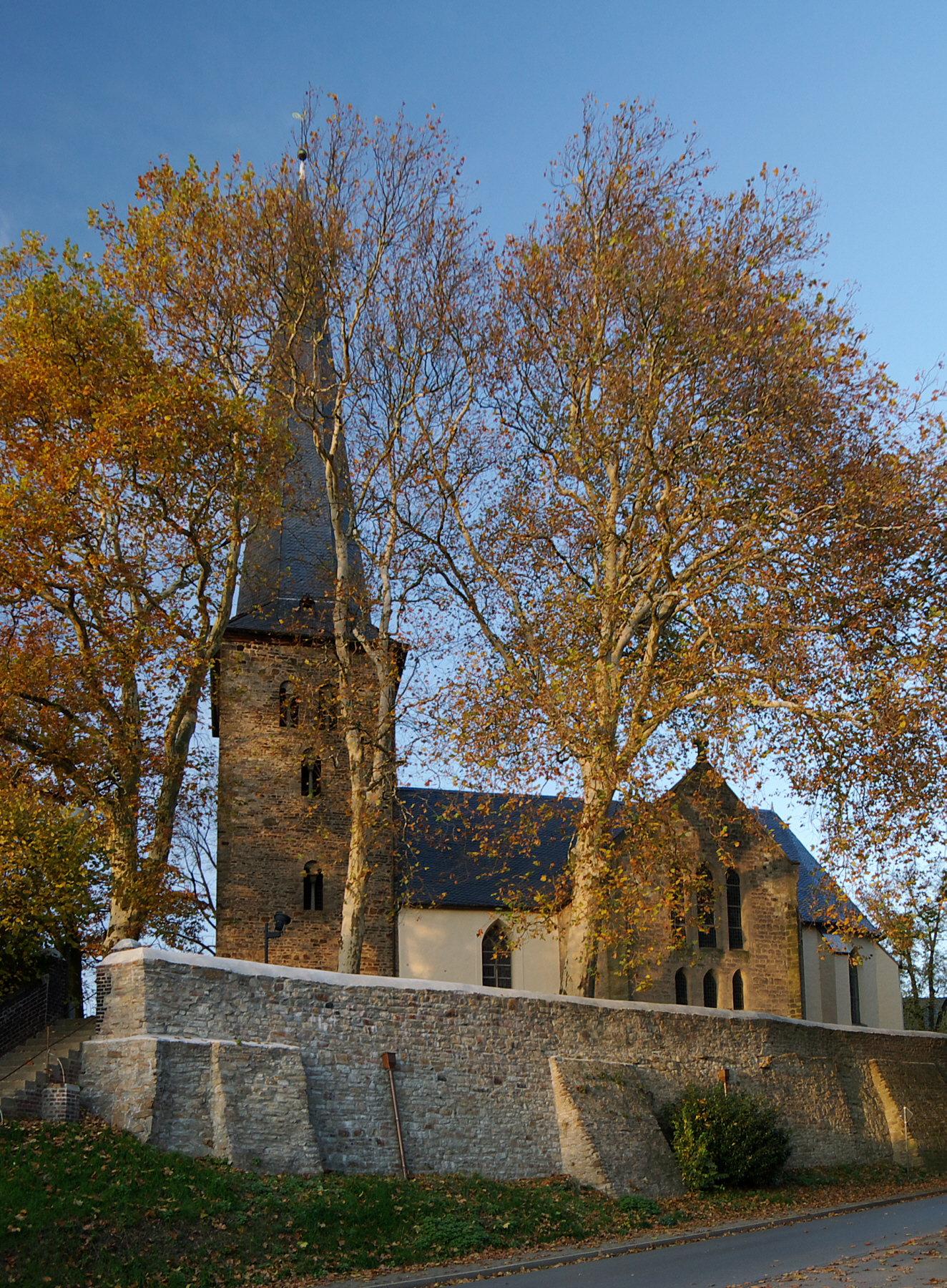
Evangelische Kirche

Die evangelische Kirche ist ein denkmalgeschütztes Kirchengebäude am Strickherdicker Weg 1 in Dellwig, einem Ortsteil von Fröndenberg im Kreis Unna (Nordrhein-Westfalen).

## Geschichte und Architektur
Die ehemals dem hl. Laurentius geweihte Kirche steht auf dem erhöht gelegenen Kirchplatz. Sie ist im Norden und Osten von einem Häuserring eingefasst. Die steil zum Ruhrtal abfallende West- und Südseite sind durch Bruchsteinmauern mit Strebepfeilern gesichert. 
Der romanische Westturm ist älter als das kaum breitere Schiff, ihm wurde 1727 ein hoher Spitzhelm aufgesetzt. Die beiden Westjoche und das Nordportal mit eingestellten Säulen und Flachreliefdekor sind wohl vom Ende des 12. Jahrhunderts. Das Ostjoch, der Chorschluss, die Maßwerkfenster und die Nordsakristei sind wohl vom 14. Jahrhundert. Die Nordsakristei wurde 1980 verbreitert. Der dreijochige, verputzte Saal mit 3/6-Schluss wurde 1872 durch Querarme aus Bruchstein am Mitteljoch kreuzförmig erweitert. Im Inneren ruhen Rippengewölbe auf abgefasten Wandvorlagen und Konsolen. Sie sind in verlorener Inschrift mit 1510 bezeichnet. In den Querarmen stehen Emporen.

## Ausstattung
- Ein Kruzifix aus Holz ist vom Ende des 15. Jahrhunderts, die Arme und die Fassung sind neu.
- Außen am Turm ist eine Uhrglocke angebracht, sie stammt von 1770.

### Glocken
Die Glocken aus Bronze wurden im Ersten Weltkrieg eingeschmolzen. Als Ersatz kamen 1920 drei Eisenhartgussglocken mit den Tönen d', fis' und g', die den Turm zu stark belasteten, da sie zu schwer dimensioniert waren. 1995 musste die große Glocke stillgelegt werden und auf Empfehlung des Sachverständigen wurden fünf neue Bronzeglocken angeschafft und die Eisenglocken auf der Westseite aufgestellt. Der Glockenstuhl stammt aus der Barockzeit. Das Dellwiger Geläut ist das umfangreichste Geläut der Stadt Fröndenberg.
| Nr. | Name      | Nominal | Inschrift                      | Gussjahr | Gießer                          |
| --- | --------- | ------- | ------------------------------ | -------- | ------------------------------- |
| 1   | Kyrie     | e'      | Herr, erbarme dich             | 1999     | Glockengießerei Rincker in Sinn |
| 2   | Gloria    | a'      | Ehre sei Gott in der Höhe      | 1999     | Glockengießerei Rincker in Sinn |
| 3   | Credo     | h'      | Ich glaube                     | 1999     | Glockengießerei Rincker in Sinn |
| 4   | Agnus dei | cis''   | Christe, du Lamm Gottes        | 1999     | Glockengießerei Rincker in Sinn |
| 5   | Pax       | e''     | Verleih uns Frieden gnädiglich | 1999     | Glockengießerei Rincker in Sinn |